# Schernerskopf

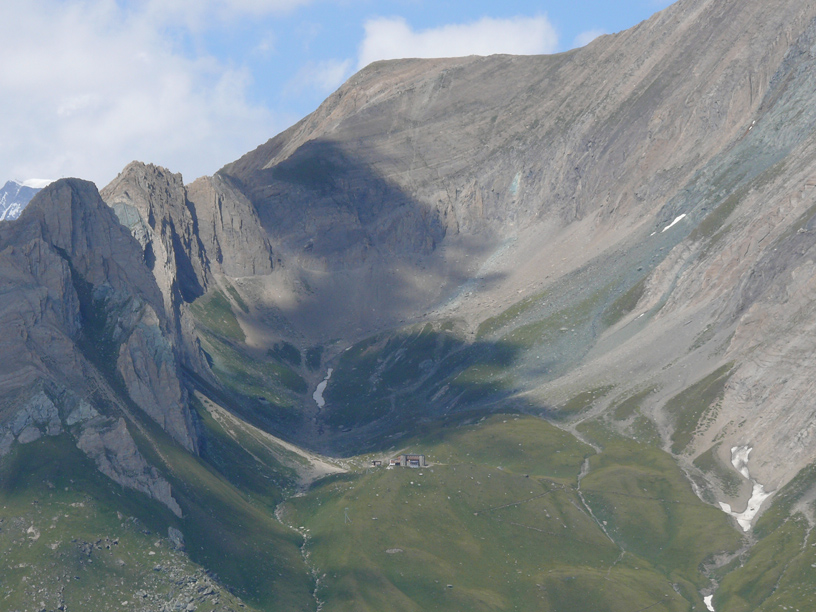
Schernerskopf über dem Sajatkar, von Süden gesehen

Der Schernerskopf (oder Schernerskogel, auch Stermetz) ist ein 3033 m ü. A. (nach anderen Angaben 3043 m) hoher Berg in der Venedigergruppe in Osttirol und kann ohne Gletscherbegehung erwandert werden. Der Gipfel ist von Prägraten aus über die Sajathütte oder auch über die Eisseehütte erreichbar. Der Schernerskopf wird meist bei einer Besteigung der Kreuzspitze mit besucht. Er ist relativ unscheinbar und auf dem Gipfel steht kein Kreuz, sondern lediglich ein Steinmann. Im dortigen Dialekt wird er Scheagnas genannt, auch die Schreibung Scherneskopf ist dafür vereinzelt zu finden.

## Lage
Der Schernerskopf ist ein Nebengipfel der Kreuzspitze im Süden des Wallhornkamms. Er liegt zentral über dem Sajatkar und ist mit der Kreuzspitze (3155 m ü. A.) durch eine breite Gipfelfläche verbunden. Zudem führt die Südwand zum Knappenspitz (2850 m ü. A.). Südlich des Schernerskopfs liegt das Sajatkar mit der ebenfalls südlich gelegenen Sajathütte, westlich das Hinterbichler Dorfertal mit dem Dorfer Bach, östlich das Timmeltal mit dem Timmelbach.

## Aufstiegsmöglichkeiten
Der Schernerskopf ist über die breite Gipfelfläche zwischen ihm und der Kreuzspitze in kurzer Zeit unschwierig zu erreichen. Zudem besteht von Süden die Möglichkeit, den Schernerskopf von der Sajathütte über den Südwand-Klettersteig zu erreichen, wobei hier Trittsicherheit nötig ist. Dafür wurde rechts der Südrinne in die Steilwand ein schmaler Pfad gesprengt und mit Drahtseilsicherung versehen. Eine zusätzliche Variante bildet die Südrinne selbst, die aus brüchigem Fels besteht (III-). Für den Anstieg über die Südrinne erfolgt der Zustieg vom Südwestkamm abwärts in einen Grashang mit Wandabbruch, in dem sich die kaminartige Südrinne befindet. Rechts daneben findet sich ein Pfeiler. Seit Errichtung des Klettersteiges wird die Südrinne in der Regel nicht mehr begangen. 